# Логовой (Челябинская область)
Логовой — посёлок в Троицком районе Челябинской области. Входит в состав Троицко-Совхозного сельского поселения.

## География
Рельеф — равнина (Западно-Сибирская равнина); ближайшие высоты — 246, 261 и 262 м. Ландшафт — лесостепь. Недалеко от поселка — редкие колки. Транспортная доступность, связан шоссе и грунтовыми дорогами с соседними населенными пунктами. Расстояние до районного центра (Троицк) 50 км, до центра сельского поселения (пос. Скалистый) — 15 км.

## История
Поселок осн. в 1931 при 2-м отделении зернового совхоза «Троицкий» (с 1986 — опытно-производств. х-во «Троицкое»). В 1963 официально зарегистрирован и получил совр. назв. Ныне в Л. располагается отделение Гос. унитарного опытно-производственное предприятие «Троицкое»

## Население
| 2002 | 2010 |
| ---- | ---- |
| 214  | ↘152 |

(в 1956—327, в 1964—366, в 1970—245, в 1983—181, в 1995—205)

## Улицы
- Молодежная улица
- Центральная улица
- Школьная улица